# Искупљење (роман)
Искупљење (енгл. Atonement) је роман британског аутора Ијана Макјуана издат 2001. године. Смештен у три временска периода, Енглеску 1935, Француску и Енглеску током Другог светског рата и савремену Енглеску, роман приповеда о безазленој грешки девојчице која ће уништити туђе животе; њено одрастање под сенком те грешке; и промишљања о природи писања. Роман тематизује разумевање и одговор на потребу за искупљењем, природу зла, метафикционалност, класну неједнокост, ратна разарања и љубав.
Након изласка, роман Искупљење је наишао на одличан пријем код читалаца и књижевне критике. Књига се нашла на ужем списку за Букерову награду 2001. и освојила је Награду америчке критике 2002. године. Часопис Time је роман прогласио најбољом књигом 2002, да би га касније уврстио на списак од сто најбољих романа написаних на енглеском језику од 1923. до данас. Лондонски Observer га је укључио на листу од сто најбољих романа свих времена.
На основу романа снимљен је и успешни истоимени филм у режији Џоа Рајта, са Киром Најтли и Џејмсом Макавојом у главним улогама. Роман Искупљење је преведен на српски, у преводу Аријане Божовић у издању издавачке куће Паидеиа.

## Радња
Искупљење је прича о љубави, рату и разорној моћи маште. Најтоплијег дана у лето 1935, будућа књижевница, тринаестогодишња Брајони Талис, изриче лаж која ће имати трагичне последице за њену породицу и која ће је прогањати читавог живота.